# هانس گلوبکه
هانس گلوبکه (انگلیسی: Hans Globke; ۱۰ سپتامبر ۱۸۹۸ – ۱۳ فوریهٔ ۱۹۷۳) وکیل، سیاست‌مدار اهل آلمان بود.